# Lenguas jarrakanas
Las lenguas jarrakanas o yarrakanas (previamente dyeraganas) son una pequeña familia lingüística de lenguas aborígenes australianas habladas en el norte de Australia. El nombre proviene de la palabra jarrak que significa 'lengua' en el idioma kija.
Las tres principales lenguas jarrakanas son:
- Kija (unos 100 hablantes)
- Miriwoong (unos 20 hablantes)
- Gajirrabeng (sólo tres o cuatro hablantes)

Estas tres lenguas se clasifican usualmente en dos grupos: kíjico (formado solo por el kija) y miriwóngico formado por el miriwoong y el gajirrabeng; Dixon (2002) considera, sin embargo, que estas dos últimas variedades como un mismo idioma.
El doolboong podría haber sido una lengua jarrakana, pero la ausnecia de documentación disponible no permite saberlo, ya que en la actualidad el doolboong es una lengua muerta.

## Comparación léxica
Los numerales en las diversas lenguas jarrakanas son:
| GLOSA | Kija (Kitja) | Miriwung | PROTO- JARRAKA |
| ----- | ------------ | -------- | -------------- |
| '1'   | nundi        |          |                |
| '2'   | buba         |          | *bula          |
| '3'   | guriji       |          |                |
| '4'   | wularri      |          | *bula-ri       |
| >4    |              | yawurru  |                |